# Élections générales peleliennes de 2003
Les élections générales peleliennes de 2003 se sont déroulées le 4 décembre 2003 en vue d'élire le nouveau gouverneur de Peleliu ainsi que la 8e législature de l'État.
Il y avait 555 électeurs enregistrés pour 800 habitants.

## Candidatures et résultats

### Candidats et résultats aux élections à la fonction de gouverneur
Trois candidats se sont présentés au poste de gouverneur. Le gouverneur Timarong Sisior ne se représente pas.
| Nom                | Nombre de voix | Pourcentage |
| ------------------ | -------------- | ----------- |
| Jackson Ngiraingas | 230            | 44,92 %     |
| Postol Remeliik    | 146            | 28,51 %     |
| Kaingichi Uchau    | 123            | 24,02 %     |

### Candidats et résultats des élections à la Législature
Les candidats pour la Législature sont au nombre de 14, dont 8 pour les 5 sièges octroyés à la circonscription générale de Peleliu. Les candidats pour la circonscription générale sont :
| Nom                       | Qualité                | Résultats |
| ------------------------- | ---------------------- | --------- |
| Joseph M. Giramur         | Officier d'immigration | 331 voix  |
| Roman Ridep               |                        | 319 voix  |
| Evence Kebekol            |                        | 267 voix  |
| Hermana S. Bingkelang     |                        | 260 voix  |
| Johannes « Hanes » Tsuneo |                        | 252 voix  |
| Fuanny Ngiruos Blunt      |                        | 233 voix  |
| Margar Ichiro-Nabeyama    |                        | 161 voix  |
| Dick R. Ngotel            |                        | 88 voix   |

Les candidats des villages traditionnels sont :
| Village traditionnel | Nom                 | Remarque         | Résultats |
| -------------------- | ------------------- | ---------------- | --------- |
| Ngerchol             | Andres Napoleon     | Sans opposition. | 101 voix  |
| Ngerdelolk           | Kelbesang Soalablai | Sans opposition. | 51 voix   |
| Ngesias              | Joe B. Nabuo        |                  | 78 voix   |
| Ngesias              | Eriko Malchiyanged  |                  | 47 voix   |
| Ngerkeukl            | Edwight Mengirarou  | Sans opposition. | 72 voix   |
| Teliu                | Gene Tkel           | Sans opposition. | 26 voix   |

## Sources